# کورتیس سی‌آر-۶
کورتیس سی‌آر-۶ (به انگلیسی: Curtiss_CR) یک هواگرد ملخ‌پیشین تک‌موتوره از نوع سرعت بالا ساخت شرکت Curtiss Aeroplane and Motor Company است. هواگرد کورتیس سی‌آر-۶ نخستین پروازش را در ۱ اوت ۱۹۲۱ میلادی انجام داد. در مجموع، تعداد ۴ فروند از این هواگرد ساخته شده‌است.